# تاي تايوو
تاي إسماعيلا تايوو (بالإنجليزية: Taye Taiwo)‏، مواليد 16 أبريل 1985 في لاغوس، هو لاعب كرة قدم نيجيري.

## روابط خارجية
- تاي تايوو على موقع الاتحاد الدولي (مؤرشف)  (الإنجليزية)
- تاي تايوو على موقع الاتحاد الأوربي (الإنجليزية)
- تاي تايوو على موقع اتحاد تركيا (لاعب) (الإنجليزية)
- تاي تايوو على موقع اتحاد أوكرانيا (الإنجليزية)
- تاي تايوو على موقع رابطة كرة القدم الفرنسية للمحترفين (الإنجليزية)
- تاي تايوو على موقع قاعدة بيانات كرة القدم.إي يو (الإنجليزية)
- تاي تايوو على موقع ليكيب (الفرنسية)
- تاي تايوو على موقع ناشيونال فوتبول تيمز (الإنجليزية)
- تاي تايوو على موقع Soccerway.com (الإنجليزية)
- تاي تايوو على موقع عالم كرة القدم.نت (الإنجليزية)